# Myoxocephalus scorpius
Lo scorpione di mare (Myoxocephalus scorpius Linnaeus, 1758) è un pesce marino della famiglia dei Cottidi.

## Descrizione
Lo scorpione di mare misura in media 15–30 cm, ma esemplari particolarmente grandi possono raggiungere anche i 60 cm. Ha un capo largo e appiattito che reca due aculei sulle ossa preopercolari; la bocca è ampia, situata all'estremità del muso ed estroflessibile. Sul dorso sono impiantate due pinne, nettamente divise, delle quali l'anteriore (sostenuta da raggi spinosi flessibili) è più corta della posteriore, molle. Le pinne pettorali sono molto sviluppate e simili a ventagli; la pinna anale è priva di raggi spinosi e contrapposta a quella dorsale posteriore; la pinna caudale è arrotondata. La regione dorsale è di colore bruno-verdastro, spesso con macchie scure e macchioline brillanti color bianco-latte sopra le pinne pettorali; quella ventrale è di colore rosso ciliegia nei maschi o arancio chiaro nelle femmine con macchie bianche; le pinne presentano bande scure.

## Distribuzione e habitat
Lo scorpione di mare è diffuso nell'Atlantico, lungo il versante orientale dal Mar Glaciale Artico fino al golfo di Biscaglia, in quello occidentale fino all'altezza di New York. Date le abitudini stanziali che lo contraddistinguono, in questo vasto territorio ha dato vita a numerose forme locali. Come la maggior parte dei Cottidi marini, abita le acque costiere, soprattutto le praterie sottomarine e le distese di Fucus.

## Biologia
Gli adulti si nutrono soprattutto di crostacei e pesci. La riproduzione avviene durante l'inverno. Le uova vengono deposte in piccole masse presso gli scogli e le alghe. Dopo la deposizione, il maschio sorveglia le uova fino al momento della schiusa; i piccoli si trattengono inizialmente nell'acqua libera e, allorché hanno raggiunto la lunghezza di 2 cm, passano a condurre vita bentonica. Al termine dello sviluppo, i maschi misurano 36 cm; particolarmente voraci, si cibano di tutto quanto riescono a catturare e si rivelano molesti per i pescatori, cui sottraggono quasi tutte le esche. Quando viene catturato, lo scorpione di mare emette suoni simili a borbottii.